# Eugenio Montejo
Eugenio Montejo (* 19. Oktober 1938 in Caracas; † 5. Juni 2008 in Valencia, Venezuela) war ein venezolanischer Dichter und Essayist.

## Leben
1998 gewann er den Nationalen Literaturpreis Venezuelas. Eines seiner Gedichte wurde 2003 in dem Film 21 Grams zitiert.
Montejo starb im Alter von 69 Jahren an einem Magenkarzinom.

## Werk

### Gedichte
- Élegos (1967)
- Muerte y memoria (1972)
- Algunas palabras (1976)
- Terredad (1979)
- Trópico absoluto (1982)
- Alfabeto del mundo (1986)
- Adiós al siglo XX (1992)
- El azul de la tierra (1997)
- Partitura de la cigarra (1999)
- Tiempo Transfigurado (2001)
- Fábula del escriba (2006)

In deutscher Übersetzung sind vier seiner Gedichte in der folgenden Anthologie enthalten:
- Curt Meyer-Clason: Lyrik aus Lateinamerika. Deutscher Taschenbuch Verlag, München 1988, ISBN 3-423-10931-9, S. 251–255.

### Essays
- La ventana oblicua
- El taller blanco